# Pablo Molano Romero
Pablo Molano Romero   (Bogotà, 10 d'octubre de 1983 - Barcelona, 14 de febrer de 2016) va ser un activista social de Barcelona d'origen colombià.

## Origen i família
Pablo Molano venia d'una família colombiana molt polititzada. Un dels seus avis era del Partit Comunista i tenia relacions amb les FARC. Un tiet seu, Jaime Bateman Cayón, va fundar l'M19, on es van conèixer els seus pares. Una altra tieta també es va casar amb un membre de l'M19. Jaime Bateman va morir el 1983 en un accident aeri quan es dirigia a les converses de pau. El seu pare va estar a la presó i la seva mare va haver de sortir de Colòmbia amb una ordre de crida i cerca de la policia. El seu avi va fundar Unió Patriòtica, un partit polític que va ser durament reprimit pels paramilitars, les forces de seguretat i els narcotraficants. Fugint d'aquesta repressió, Pablo Molano arriba a Barcelona.

## Activisme
A Barcelona Pablo Molano va participar, entre d'altres, als següents col·lectius: Promoció d'Habitatge Realment Públic, Okupem les Ones, les lluites estudiantils contra el pla Bolonya, el Moviment del 25, l'okupació de la seu del banc Banesto de la plaça Catalunya, l'organització de la vaga general del 29 de setembre de 2010, la Universitat Lliure La Rimaia, la Casa de la Vaga de la Via Laietana, l'acampada del 15-M a la plaça Catalunya, la vaga general del 29 de març de 2012 i a la gestació dels col·lectius Rereguarda en Moviment i l'Ateneu La Base del Poble-sec.

## Comiat
Pablo Molano va donar-se mort el 14 de febrer de 2016. Centenars de persones van passar per la vetlla instal·lada a l'Ateneu La Base, on es van fer parlaments i actuacions musicals. Més de quatre-centes persones van acompanyar el fèretre en processó des del Poble-sec fins al crematori del cementiri de Montjuïc. Una bandera roja i negra sobre el taüt i la lectura del discurs d'homenatge a Durruti, Ascaso i Ferrer i Guàrdia que va fer l'anarcosindicalista Joan García Oliver l'any 1937 van palesar les seves fortes conviccions polítiques. El dissabte 20 de febrer de 2016 una manifestació de comiat li va retre homenatge.
L'any 2018 el filòsof Santiago López Petit va publicar el llibre El gesto absoluto, inspirat en el suïcidi de Pablo Molano, sobre la necessitat de fer de la vida una vida política i el caràcter polític de la mort.